# Rosemary Hill
Rosemary Hill (née le 10 avril 1957) est une écrivaine et historienne anglaise.

## Biographie
Elle publie de nombreux articles sur l'histoire culturelle des XIXe et XXe siècles, mais elle est surtout connue pour God's Architect (2007), sa biographie d'Augustus Pugin. Le livre remporte le prix d'histoire Wolfson, le prix Elizabeth Longford et le prix de biographie Marsh et le Prix James Tait Black. Elle est administratrice de la Victorian Society, rédactrice en chef de la London Review of Books et membre du All Souls College d'Oxford.
Hill s'est mariée deux fois. Son premier mari est le poète Christopher Logue (1926-2011), qu'elle épouse en 1985 et son deuxième est l'historien de l'architecture et journaliste Gavin Stamp (en) (1948-2017), qu'elle épouse le 10 avril 2014.